# Миклашевский, Болеслав

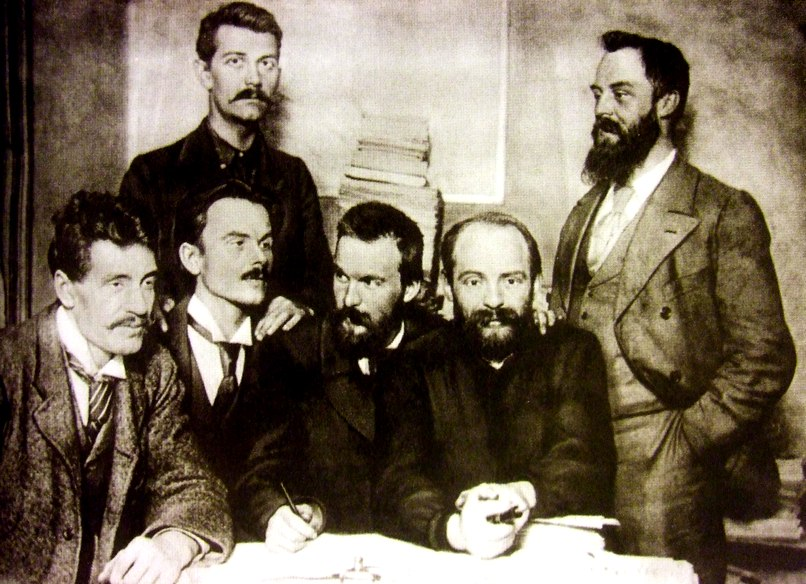
Члены Польской социалистической партии в Лондоне в 1896 году; слева направо сидят: И. Мосьцицкий, Б. А. Енджеёвский, Ю. Пилсудский (в центре), А. Дембский; стоят: Болеслав Миклашевский, В. Йодко-Наркевич

Болеслав Миклашевский (англ. Bolesław Miklaszewski; 9 мая 1871, Осце близ Радома, Царство Польское, Российская империя — 1 сентября 1941, Варшава) — польский химик, экономист, политический, государственный и общественный деятель, революционер, социалист, соратник Юзефа Пилсудского. Министр по делам религий и общественного просвещения Польской республики (1923—1924), сенатор Польши (1935—1939), педагог, профессор, доктор наук. Соучредитель и ректор Варшавской школы экономики.

## Биография
Шляхтич герба Остоя. Родился в обедневшей семье помещика. С молодости был вовлечён в революционную деятельность. Подвергался преследованиям царскими властями. В 1891 году был приговорен к 8 месяцам тюремного заключения и двухлетнему запрету на пребывание на территории Царства Польского за принадлежность ко Второму пролетариату.
Член Польской социалистической партии (PPS, ППС) и Заграничного союза польских социалистов. Делегат от ППС на Конгрессе Второго Интернационала в Лондоне (1896). Псевдонимы К. Дольский, Болек.
В 1892—1897 годах изучал химию в Высшей технической школе в Цюрихе. Обучался в Высшем коммерческом институте в Антверпене. Получил докторскую степень в Цюрихском университете. В 1899 г. продолжил учёбу во Львовской Политехнике, где также получил докторскую степень. Работал ассистентом на химическом факультете. Некоторое время жил в Англии и США.
После возвращения в Царство Польское был арестован и заключён в тюрьму, затем отправлен в ссылку Вологду. Находясь в ссылке занимался исследованиями в области социально-экономических наук.
Амнистирован во время революции 1905 года.
В 1907 году преподавал в Варшаве на экономических курсах неорганическую химию, в 1909 году участвовал в работе Программного комитета «Частные торговые курсы Августа Целинского» (ныне Варшавская школа экономики), в 1912 году стал их директором. Во время Первой мировой войны, после оккупации Варшавы немцами, курсы были преобразованы в Высшую коммерческую школу, директором которой стал Болеслав Миклашевский. После обретения независимости Польши в ноябре 1918 года совмещал руководство курсами с работой в Министерстве народного образования.
С 19 декабря 1923 по 11 декабря 1924 года — министр по делам религий и общественного просвещения Польской республики. В 1925—1937 годах — первый ректор Экономического университета (преобразованного в 1932 году в Варшавскую школу экономики).
После начала Второй мировой войны стал членом Гражданского комитета обороны Варшавы (Совета обороны столицы). После капитуляции остался в оккупированной Варшаве. Участвовал в работе подпольной Варшавской школы экономики.
Похоронен на варшавском кладбище Старые Повонзки.